# Martiany
Martiany (Duits: Mertenheim) is een plaats in het Poolse district  Kętrzyński, woiwodschap Ermland-Mazurië. De plaats maakt deel uit van de gemeente Kętrzyn en telt 160 inwoners.

## Verkeer en vervoer
- Station Martiany